# Cratere Christie
Christie  è un cratere sulla superficie di Venere. Deve il suo nome alla scrittrice britannica Agatha Christie.